# Tafers
Tafers (en francés Tavel) es una comuna suiza del cantón de Friburgo, capital del distrito de Sense. Limita al norte con las comunas de Düdingen y Schmitten, al este con Sankt Antoni, al sur con Alterswil y Sankt Ursen, y al oeste con Friburgo. 
Tafers es la capital del distrito, aunque la comuna de Düdingen tiene más habitantes. Forman parte del territorio comunal las localidades de Juch, Rohr bei Tafers y Schönberg.